# Alan Yarrow

Wapen van de City of London.

Sir Alan Colin Drake Yarrow (Maleisië, 27 juni 1951) is de Lord Mayor van Londen (2014-2015).

## Onderscheidingen
- Knight Bachelor (2015)
- Ridder van Justitie in de Eerwaarde Orde van Sint-Jan
- Ster in de Orde van de Azteekse Adelaar.